# Vert-le-Petit
Pour les articles homonymes, voir Vert.
Vert-le-Petit (prononcé [vɛʁ lǝ pǝt̪i] ) est une commune française située à trente-quatre kilomètres au sud de Paris dans le département de l'Essonne en région Île-de-France.
Ses habitants sont appelés les Vertois.

## Géographie

### Situation

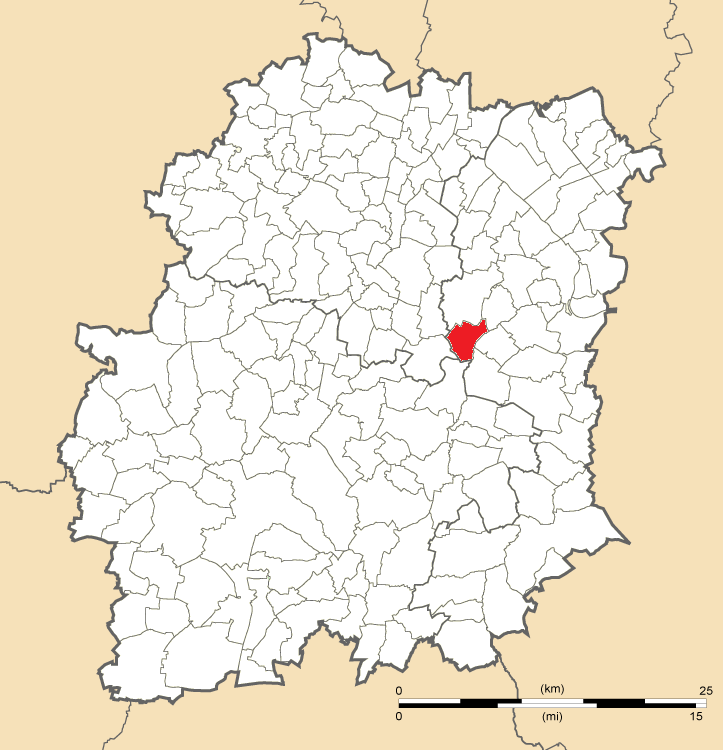
Position de Vert-le-Petit en Essonne.

Vert-le-Petit est située à trente-quatre kilomètres au sud de Paris-Notre-Dame, point zéro des routes de France, onze kilomètres au sud-ouest d'Évry, sept kilomètres au nord de La Ferté-Alais, dix kilomètres au sud-est d'Arpajon, onze kilomètres au sud-ouest de Corbeil-Essonnes, douze kilomètres au sud-est de Montlhéry, dix-huit kilomètres au nord-ouest de Milly-la-Forêt, vingt kilomètres au nord-est d'Étampes, vingt kilomètres au sud-est de Palaiseau, vingt-six kilomètres au nord-est de Dourdan.

### Hydrographie

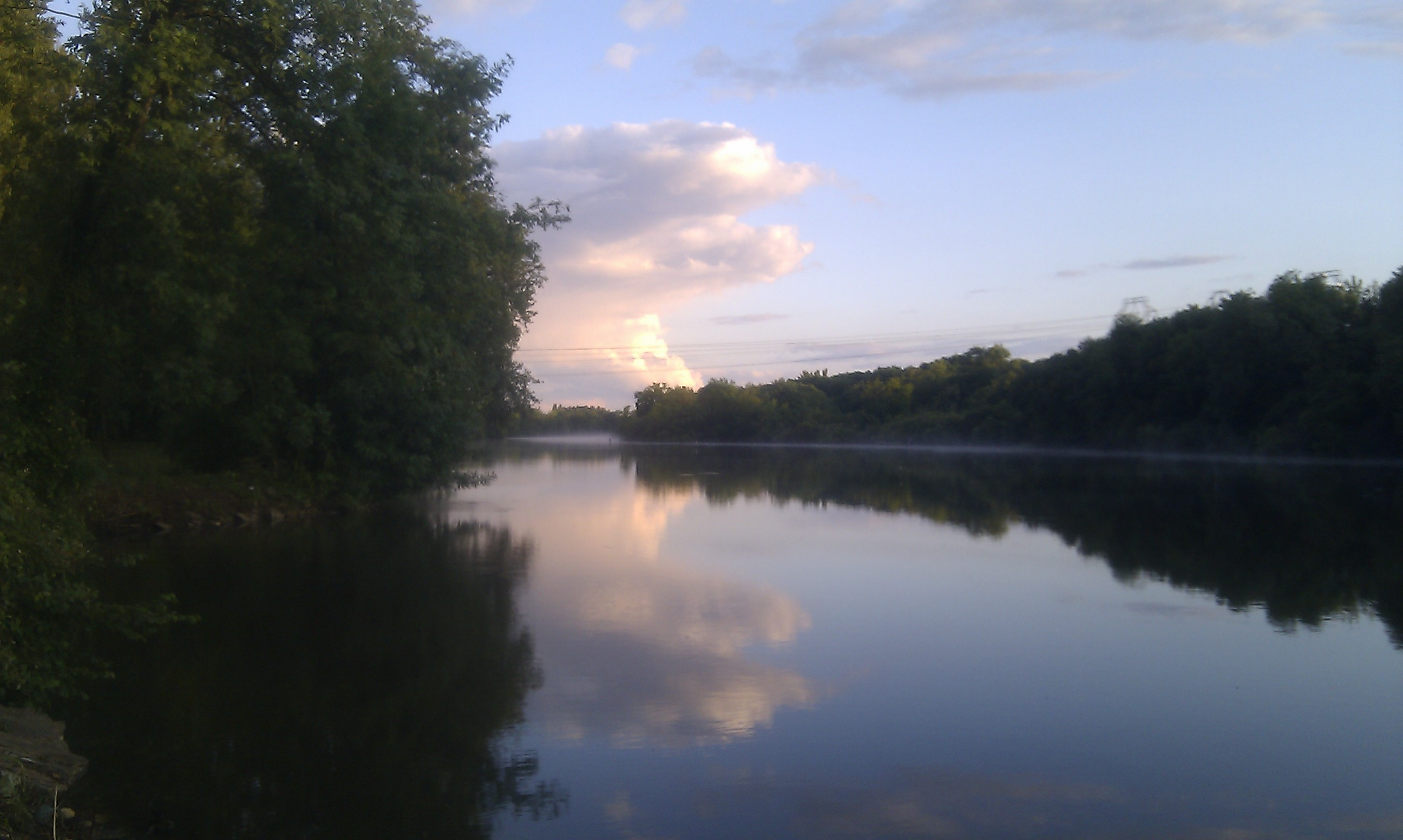
Un étang.

L'Essonne coulant à l'est de la commune, de grands étangs s'étendent et offrent plusieurs attraits. Cela attire beaucoup de pêcheurs. Des sentiers de promenades entourent les étangs.
Ce lieu est attrayant aussi par le fait qu'il propose un espace de restauration, des bancs pour se reposer. Cela permet d'attirer des gens qui recherchent la détente et le calme. Il est possible d'y observer des hérons cendrés et des oies domestiques.

### Climat
Pour des articles plus généraux, voir Climat de l'Île-de-France et Climat de l'Essonne.
En 2010, le climat de la commune est de type climat océanique dégradé des plaines du Centre et du Nord, selon une étude du CNRS s'appuyant sur une série de données couvrant la période 1971-2000. En 2020, Météo-France publie une typologie des climats de la France métropolitaine dans laquelle la commune est exposée à un climat océanique altéré et est dans la région climatique Sud-ouest du bassin Parisien, caractérisée par une faible pluviométrie, notamment au printemps (120 à 150 mm) et un hiver froid (3,5 °C). 
Pour la période 1971-2000, la température annuelle moyenne est de 11,4 °C, avec une amplitude thermique annuelle de 15,5 °C. Le cumul annuel moyen de précipitations est de 656 mm, avec 10,9 jours de précipitations en janvier et 7,6 jours en juillet. Pour la période 1991-2020, la température moyenne annuelle observée sur la station météorologique la plus proche, située sur la commune de Brétigny-sur-Orge à 8 km à vol d'oiseau, est de 11,9 °C et le cumul annuel moyen de précipitations est de 628,9 mm,. Pour l'avenir, les paramètres climatiques de la commune estimés pour 2050 selon différents scénarios d'émission de gaz à effet de serre sont consultables sur un site dédié publié par Météo-France en novembre 2022.

### Voies de communication et transports
La ligne de bus 4301 du réseau de bus Essonne Sud Est dessert la commune.

## Urbanisme

### Typologie
Au 1er janvier 2024, Vert-le-Petit est catégorisée bourg rural, selon la nouvelle grille communale de densité à sept niveaux définie par l'Insee en 2022.
Elle appartient à l'unité urbaine de Vert-le-Petit, une unité urbaine monocommunale constituant une ville isolée,. Par ailleurs la commune fait partie de l'aire d'attraction de Paris, dont elle est une commune de la couronne,. Cette aire regroupe 1 929 communes,.

### Occupation des sols

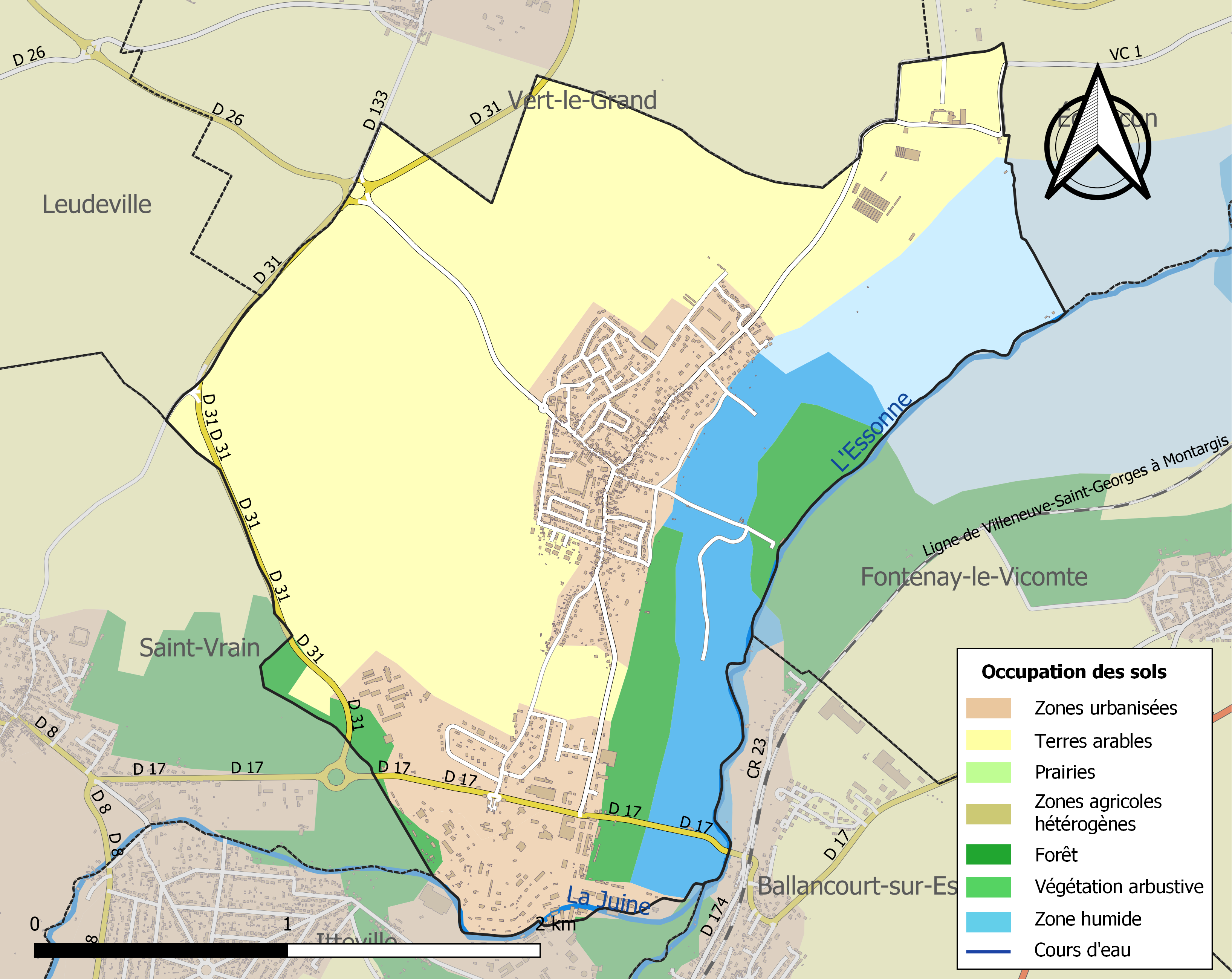
Carte des infrastructures et de l'occupation des sols de la commune en 2018 (CLC).

| Type d’occupation           | Pourcentage | Superficie (en hectares) |
| --------------------------- | ----------- | ------------------------ |
| Espace urbain construit     | 19,3 %      | 132,08                   |
| Espace urbain non construit | 4,7 %       | 32,22                    |
| Espace rural                | 76,0 %      | 519,67                   |
| Source : Iaurif             |             |                          |

## Toponymie
Ver parvum en 1315, Ver Minus, Val petit en 1590.
L'origine du nom du lieu provient de l'appellation Valpetit, contraction de l'expression Vers-le-petit-val.
Vert représente une corruption du mot gaulois verno (aulne).
La commune fut créée en 1793 avec son nom actuel.

## Histoire
(décembre 2009).
Si vous disposez d'ouvrages ou d'articles de référence ou si vous connaissez des sites web de qualité traitant du thème abordé ici, merci de compléter l'article en donnant les références utiles à sa vérifiabilité et en les liant à la section « Notes et références ».

### Préhistoire et époque gallo-romaine
Les traces d’un foyer magdalénien (−12 000 ans environ), accompagnées de quelques silex taillés et d’éclats de taille, au bord de l’ancien sentier muletier de la Ferté-Alais à Corbeil, et un morceau de hache en silex poli (environ −5 000 ans), ramassé dans un champ, au-dessus du cimetière, témoignent très modestement d’une présence humaine, vraisemblablement temporaire, sur le territoire de la commune, à ces époques reculées.
Une pointe de framée, une lame d’épée rouillée, trouvées à proximité de l’antique chemin d’Étampes à Corbeil qui coupait en travers le territoire communal, nous prouvent que les Mérovingiens, à l’époque du roi Dagobert, eux aussi connaissaient les lieux.
Mais si leur implantation permanente, à cette époque, est attestée à Itteville, Leudeville et Vert-le-Grand, rien ne prouve qu’il en soit de même ici.
À moins que le lieu-dit « miseriacum » (Misery maintenant) dont il est question, en 829, dans un cartulaire de l’abbaye de Saint-Denis, qui signifie « les ruines », ne se rapporte à une ancienne Villa (ferme avec ses dépendances) mérovingienne, dont les ruines étaient encore très visibles au début du IXe siècle.

### Moyen Âge
Il faut attendre le début du XIIe siècle et le cartulaire du prieuré Notre-Dame de Longpont, pour qu’il soit question d’une paroisse appelée Ver parvum, avec une église (pas celle de maintenant).
Ver parvum, en latin roman, signifie Ver le petit. Le premier terme vient du gaulois : Verna, mot qui signifie Aulne. On rencontre plus souvent ce toponyme sous la forme : Verne ou Vergne.
Sensiblement à la même époque (XIIe siècle) de Bocheto (le Bouchet) apparaît comme un lieu habité.
Le territoire est alors sous la domination de seigneurs ecclésiastiques. Les archives des communautés religieuses, les mieux tenues et les plus complètes, à l’époque, nous apprennent, qu’au début du XIIe siècle, les trois sites habités de l’actuelle commune avaient pour seigneurs des établissements tenus par des religieux :
- Le chapitre Saint-Marcel et aussi la collégiale Saint-Spire de Corbeil, à Misery
- Le prieuré de Longpont dans le village, où quelque temps plus tard, on rencontre aussi les sœurs de Sainte-Catherine du Val des écoliers
- Les maîtres et frères de l’hôtel-Dieu de Paris au Bouchet.

Le lien, entre les habitants de ces différents sites habités, était l’église paroissiale, ayant pour patron saint Martin de Tours. Construite sous le règne de Saint Louis (2e moitié du XIIIe siècle), c’est celle que nous connaissons.
Dans les annales de cette période, il est peu question du village. Comme tous ceux de la région, il eut beaucoup à souffrir des effets de la guerre de Cent Ans. À la fin de celle-ci, au début du règne de Louis XI, la paroisse ne comptait plus que huit foyers, soit une quarantaine d’habitants.

### Renaissance
Au milieu du XVIe siècle, l’hôtel-Dieu de Paris vendit ce qu’il possédait au Bouchet à un seigneur laïc, Michel Tambonneau, un des présidents de la chambre des comptes de Paris.
Lui et ses descendants, membres de la noblesse de robe, procédèrent à de nombreuses acquisitions de terres situées à Verlepetit, pour agrandir leur propriété du Bouchet, profitant en particulier de la misère du temps, liée aux guerres de religion. De nombreux petits cultivateurs se retrouvèrent ainsi locataires, là où ils étaient propriétaires auparavant.
Cette même famille fit construire, vers la fin du XVIe siècle ou au début du XVIIe siècle, un beau château de plaisance, comprenant un corps de bâtiment central, encadré de quatre pavillons d’angle, ceinturé de douves d’eaux vives, alimentées par la Juine.
À la même époque, Misery devint la propriété de riches bourgeois, tandis que François Jacquelot, procureur au Parlement, faisait l’acquisition du fief de Sainte-Catherine.

### Temps Modernes
En 1637, Pierre Boucher, contrôleur de l’artillerie, sieur d’Essonville (à Brétigny), acheta le Bouchet à la famille Tambonneau avec les privilèges qui s’y rattachaient, en particulier le droit de haute justice.
En 1640, Pierre Boucher échangea, avec le prieuré de Longpont, des biens qu’il possédait à Brétigny contre ce que les moines détenaient à Ver le petit dont certains droits féodaux. Il réunit ainsi en une seule main, les fiefs du Bouchet et de Verlepetit. Quelques années plus tard, il acheta les biens de la famille Jacquelot dont ce qui composait le fief Sainte-Catherine.
Ainsi, à partir du milieu du XVIIe siècle, les différents fiefs de la paroisse furent tenus par des laïques.
À la fin de l'année 1652, pendant les troubles de la Fronde qui ravagèrent la région, Pierre Boucher décéda. Il était alors criblé de dettes. Sa succession, saisie, en particulier tout ce qu’il possédait à Vert le petit, fut adjugée par décret, à messire Roland Gruyn, fils d’un riche cabaretier parisien, mais noble parce que « secrétaire du Roi », charge anoblissante, et déjà détenteur de fiefs à Verlegrand.
En octobre 1658, messire Roland Gruyn obtint du roi Louis XIV, l’érection de ses différents fiefs, en « baronnie du Bouchet-Valgrand ». Verlepetit devint, à cette occasion : Valpetit, du moins dans les divers documents émanant des seigneurs. Pour les Petits-Vertois, et pour longtemps encore, ce fut toujours : Verlepetit.
Le nouveau baron fit réaliser d’importants travaux d’amélioration au château et dans son parc. Puis quelques années plus tard, il revendit « la baronnie du Bouchet avec ses circonstances et dépendances » au prince de Conti et à sa femme, Anne Martinozzi, une des nièces du cardinal Mazarin. Celle-ci en fit l'échange, dès 1670, avec un ancien fidèle de son oncle, Henri de Guénégaud (1609-1676), "ci-devant secrétaire d'État" de la Maison du Roi (en semi-disgrâce, il avait dû revendre sa charge à Colbert l'année précédente) et commandeur et garde des sceaux des Ordres du Roi, contre son gigantesque hôtel parisien (l'ancien hôtel de Nevers). 
Le magnifique château du Bouchet-Valgrand, que l’on comparaît à l’époque au premier Versailles, construit dans un superbe parc de 60 ha, n’a pourtant jamais été une demeure à laquelle se soit attachée une famille. Il s’agissait plutôt d’une résidence campagnarde, pour de riches et puissants seigneurs possédant déjà un grand hôtel particulier à Paris, qui ne firent que de courts séjours au Bouchet avant de revendre l’ensemble de la baronnie.
Après la mort de Guénégaud, le plus célèbre des propriétaires de cette époque (mais pas le plus riche, loin de là) fut Abraham Duquesne, lieutenant général des armées navales, à qui une royale dotation de 300 000 livres permit d’acquérir la baronnie du Bouchet-Valgrand, en récompense des « éminents services » rendus à sa majesté Louis XIV qui, pour les mêmes raisons, érigea la baronnie en marquisat du Quesne (lettres patentes de février 1682). Mais, malgré ses mérites ainsi reconnus, Abraham Duquesne ne fut jamais promu amiral, parce qu’il était protestant en un temps où il fallait être catholique, et qu'il refusa d'abjurer. C'est pour cette raison qu'en 1688, lors de son décès, il fut enterré quelque part, dans le parc de son château du Bouchet, sans aucun monument funéraire.
A sa mort, ses héritiers émigrèrent en Suisse, et sa veuve ne put conserver la propriété qu'au prix de son abjuration. Elle fut revendue quelques années plus tard (1697) à Marc-Antoine Bosc, beau-frère d'Henri Duquesne, le fils aîné d’Abraham. Lui non plus n’en resta pas très longtemps propriétaire, ses biens ayant été saisis pour dettes.
En 1718, Le Quesne fut vendu, une nouvelle fois, sur décret par adjudication du 7 mai. Le nouvel acheteur, Claude Lebas de Montargis, époux de Catherine-Henriette Hardouin-Mansart, bénéficia à son tour du titre de marquis du Bouchet-Valgrand (LP d'août 1720). Plus attaché, semble-t-il à son domaine que certains de ses prédécesseurs, il reprit une politique d’extension de son marquisat. À son décès, en 1741, celui-ci s’était accru des Renouillères à Saint-Vrain, de l’Épine à Itteville et de la ferme de Montaubert à Verlegrand. Sa veuve mourut en 1748, laissant une unique héritière, Anne-Charlotte, épouse de Louis d'Arpajon.
Par le mariage de sa petite-fille et unique héritière, Anne Claude Louise d’Arpajon, avec un membre de la famille de Noailles-Mouchy, le marquisat du Bouchet entra alors dans le patrimoine de celle-ci.
En 1784, le château, inhabité depuis des années, fut vendu par la famille de Noailles-Mouchy, et démoli.

### Révolution
Plusieurs événements importants ont marqué, à cette époque, la vie du village : entre autres :
- la mort du curé de la paroisse, victime des massacres de Septembre 1792 ;
- l’exécution, en 1794, de l’ancien marquis du Bouchet, le duc de Mouchy, guillotiné ainsi que sa femme ;
- l’achat par Charles-Henri Sanson, bourreau de la Révolution, du presbytère vendu comme bien national.

Pendant la Révolution, le marquisat du Bouchet fut démembré, certaines parties vendues comme biens nationaux, d’autres séquestrées et utilisées par l’État (comme le moulin de Gommiers, transformé en manufacture d’armes, ainsi qu'une usine de salpêtre). La plus grande partie fut vendue volontairement par les Noailles après leur retour d’émigration, sous le Consulat.
Les Vertois profitèrent peu de ces ventes qui bénéficièrent surtout à de riches bourgeois.

### XIXesiècle
En cette année 1801, Verlepetit comptait 463 habitants dont plus de 400 dans le bourg qui se présentait sous la forme d’un village-rue dont les chaumières, bordées de potagers s’étiraient de part et d’autre de la rue du Bouchet (actuelle rue du Général-Leclerc), de la rue de la Croix (rue de la Liberté) et de la rue d’Enfer (rue Amand-Louis).
De place en place, on rencontrait des bâtiments plus importants : la Grande Ferme, la ferme de la Croix, anciennement propriétés du seigneur et, bien sûr, l’église.
La commune connut pendant ce siècle, d’importantes mutations.
Tout d’abord le nom du village changea d’orthographe. On rencontrait de plus en plus souvent : Vert-le-Petit au lieu de Ver-le-Petit, tout lien avec l’étymologie Ver = aulne, disparaissant alors. Ce changement fut définitif à partir de 1830.
En cette année 1820, une terrible explosion détruisit la poudrerie d’Essonne (et une bonne partie du bourg). Le gouvernement décida alors le transfert de l’établissement au Bouchet. Il acheta une partie de l’ancien parc du château, l’emplacement de celui-ci et ce qui constituait la manufacture d’armes du Bouchet pendant la Révolution et l’Empire soit environ 25 ha . Au cours du siècle, d’autres acquisitions suivirent, portant la superficie de la poudrerie à plus de 60 ha en 1900.
En 1835, l’exploitation commerciale de la tourbe dans le fond de la vallée de l’Essonne transforma, en une soixantaine d’années, la prairie marécageuse en une succession d’étangs entourés d’espaces boisés. Une bonne partie de ces tourbières fut créée dans des marais appartenant, de temps immémorial, à la communauté des habitants, avant de devenir propriété privée de la commune. Les ventes successives du droit d’extraire la tourbe, consenti à des entreprises, fut alors une véritable manne pour Vert-le-Petit qui, pendant plusieurs décennies « vécut de ses rentes ».
La main-d’œuvre employée dans les tourbières, le nombre croissant de Vertois travaillant à la poudrerie donnèrent à la commune un visage particulier. On y vit disparaître, plus tôt que dans la plupart des communes voisines, de nombreux petits cultivateurs et vignerons tandis que beaucoup d’anciens bâtiments à usage agricole furent transformés en logements. Dans le même temps, la tuile remplaçait le chaume sur les toitures.
Sans que le périmètre construit se soit beaucoup agrandi, la population de la commune se trouva portée à 849 habitants en 1901 (dont une compagnie de 152 artilleurs à la caserne du Bouchet).

### XXesiècle
Celui-ci fut bien évidemment marqué par les deux guerres mondiales, compte tenu en particulier de l’existence de l'important centre militaire que constituait la poudrerie nationale.
Pendant la Première Guerre mondiale, ce furent 5 000 travailleurs, autant femmes qu’hommes, qui produisirent, au Bouchet, des quantités énormes de poudre et de munitions pour les besoins du front. La poudrerie accueillit aussi le 232e Régiment d'infanterie territoriale (normalement caserné à Argentan).
De 1920 à 1940, sans pour autant interrompre totalement la fabrication de munitions classiques, l’établissement orienta une grande partie de son activité vers de nouvelles technologies liées à l’hypothèse d’un conflit où seraient mis en œuvre des procédés chimiques, biologiques et bactériologiques. Pendant cette période, l’emprise des terrains utilisés pour les besoins de la poudrerie et de la station d’essais atteignit 100 ha.
Dans le même temps, les étangs de Vert-le-Petit devenaient le paradis des pêcheurs de la région.
De 1946 à 1971, dans une enclave de la poudrerie du Bouchet fut exploitée l'usine du Bouchet, la première usine française de traitement de minerai et de raffinage et conversion de l’uranium.
Dans les années 2000, la commune est connue par l’existence sur son territoire de plusieurs établissements, au Bouchet, tant de recherches que de fabrication de produits à haute valeur ajoutée qui regroupent un peu moins de 800 personnes (au lieu de 1 200, il y a une vingtaine d’années). Elle est connue aussi par le site pittoresque de la vallée de l’Essonne, dont une bonne partie, propriété de la commune, accueille, surtout à la belle saison, de nombreux promeneurs et randonneurs.
La population (environ 2 500 habitants au recensement de 1999) ayant pratiquement triplé en un siècle, le taux d’emploi sur place s’avère maintenant très insuffisant et le village a tendance à devenir une commune-dortoir parmi d’autres.
Le 29 juillet 2010, le conseil municipal est dissout en Conseil des ministres.

## Population et société

### Démographie

#### Évolution démographique
L'évolution du nombre d'habitants est connue à travers les recensements de la population effectués dans la commune depuis 1793. Pour les communes de moins de 10 000 habitants, une enquête de recensement portant sur toute la population est réalisée tous les cinq ans, les populations de référence des années intermédiaires étant quant à elles estimées par interpolation ou extrapolation. Pour la commune, le premier recensement exhaustif entrant dans le cadre du nouveau dispositif a été réalisé en 2006.

En 2022, la commune comptait 2 716 habitants, en évolution de −2,27 % par rapport à 2016 (Essonne : +2,89 %, France hors Mayotte : +2,11 %).
| 1793 | 1800 | 1806 | 1821 | 1831 | 1836 | 1841 | 1846 | 1851 |
| ---- | ---- | ---- | ---- | ---- | ---- | ---- | ---- | ---- |
| 393  | 463  | 414  | 510  | 627  | 640  | 647  | 640  | 696  |

| 1856 | 1861 | 1866 | 1872 | 1876 | 1881 | 1886 | 1891 | 1896 |
| ---- | ---- | ---- | ---- | ---- | ---- | ---- | ---- | ---- |
| 731  | 791  | 726  | 790  | 782  | 802  | 739  | 744  | 770  |

| 1901 | 1906 | 1911 | 1921 | 1926 | 1931 | 1936 | 1946 | 1954  |
| ---- | ---- | ---- | ---- | ---- | ---- | ---- | ---- | ----- |
| 849  | 779  | 818  | 948  | 762  | 816  | 912  | 753  | 1 138 |

| 1962  | 1968  | 1975  | 1982  | 1990  | 1999  | 2006  | 2011  | 2016  |
| ----- | ----- | ----- | ----- | ----- | ----- | ----- | ----- | ----- |
| 1 307 | 1 875 | 1 816 | 1 798 | 2 025 | 2 422 | 2 536 | 2 682 | 2 779 |

| 2021  | 2022  | - | - | - | - | - | - | - |
| ----- | ----- | - | - | - | - | - | - | - |
| 2 749 | 2 716 | - | - | - | - | - | - | - |

#### Pyramide des âges
En 2018, le taux de personnes d'un âge inférieur à 30 ans s'élève à 38,6 %, soit en dessous de la moyenne départementale (39,9 %). De même, le taux de personnes d'âge supérieur à 60 ans est de 15,3 % la même année, alors qu'il est de 20,1 % au niveau départemental.
En 2018, la commune comptait 1 380 hommes pour 1 420 femmes, soit un taux de 50,71 % de femmes, légèrement inférieur au taux départemental (51,02 %).
Les pyramides des âges de la commune et du département s'établissent comme suit.
| Hommes | Classe d’âge | Femmes |
| ------ | ------------ | ------ |
| 0,1    | 90 ou +      | 0,6    |
| 3,8    | 75-89 ans    | 3,6    |
| 10,2   | 60-74 ans    | 12,1   |
| 24,8   | 45-59 ans    | 22,8   |
| 22,1   | 30-44 ans    | 22,6   |
| 16,0   | 15-29 ans    | 17,2   |
| 23,0   | 0-14 ans     | 21,1   |

| Hommes | Classe d’âge | Femmes |
| ------ | ------------ | ------ |
| 0,5    | 90 ou +      | 1,4    |
| 5,4    | 75-89 ans    | 7,2    |
| 12,9   | 60-74 ans    | 13,9   |
| 20     | 45-59 ans    | 19,4   |
| 19,9   | 30-44 ans    | 20,1   |
| 20     | 15-29 ans    | 18,2   |
| 21,3   | 0-14 ans     | 19,8   |

## Politique et administration

### Politique locale
La commune de Vert-le-Petit est rattachée au canton de Ris-Orangis, représenté par les conseillers départementaux Hélène Dian-Leloup (EELV) et Stéphane Raffalli (PS), à l'arrondissement d’Évry et à la deuxième circonscription de l'Essonne, représentée par le député Franck Marlin (UMP).
L'Insee attribue à la commune le code 91 2 16 649. La commune de Vert-le-Petit est enregistrée au répertoire des entreprises sous le code SIREN 219 106 499. Son activité est enregistrée sous le code APE 8411Z.

### Tendances et résultats politiques

#### Élections présidentielles, résultats des deuxièmes tours
- Élection présidentielle de 2002 : 85,30 % pour Jacques Chirac (RPR), 14,70 % pour Jean-Marie Le Pen (FN), 79,69 % de participation[55].
- Élection présidentielle de 2007 : 54,22 % pour Nicolas Sarkozy (UMP), 45,78 % pour Ségolène Royal (PS), 87,26 % de participation[56].
- Élection présidentielle de 2012 : 50,00 % pour François Hollande (PS), 50,00 % pour Nicolas Sarkozy (UMP), 83,91 % de participation[57].

#### Élections législatives, résultats des deuxièmes tours
- Élections législatives de 2002 : 57,33 % pour Franck Marlin (UMP), 42,67 % pour Gérard Lefranc (PCF), 57,38 % de participation[58].
- Élections législatives de 2007 : 42,90 % pour Franck Marlin (UMP) élu au premier tour, 28,60 % pour Marie-Agnès Labarre (PS), 60,89 % de participation[59].
- Élections législatives de 2012 : 51,15 % pour Béatrice Pèrié (PS), 48,85 % pour Franck Marlin (UMP), 56,10 % de participation[60].

#### Élections européennes, résultats des deux meilleurs scores
- Élections européennes de 2004 : 31,59 % pour Harlem Désir (PS), 13,62 % pour Patrick Gaubert (UMP), 41,81 % de participation[61].
- Élections européennes de 2009 : 21,98 % pour Michel Barnier (UMP), 18,82 % pour Daniel Cohn-Bendit (Europe Écologie), 40,57 % de participation[62].
- Élections européennes de 2014 : 26,22 % pour Aymeric Chauprade (FN), 16,95 % pour Alain Lamassoure (UMP), 45,06 % de participation[63].

#### Élections régionales, résultats des deux meilleurs scores
- Élections régionales de 2004 : 51,15 % pour Jean-Paul Huchon (PS), 34,83 % pour Jean-François Copé (UMP), 66,32 % de participation[64].
- Élections régionales de 2010 : 63,81 % pour Jean-Paul Huchon (PS), 36,19 % pour Valérie Pécresse (UMP), 47,22 % de participation[65].

#### Élections cantonales, résultats des deuxièmes tours
- Élections cantonales de 2001 : données manquantes.
- Élections cantonales de 2008 : 50,00 % pour Patrick Imbert (UMP), 50,00 % pour Christian Richomme (PS), 67,58 % de participation[66].

#### Élections municipales, résultats des deuxièmes tours
- Élections municipales de 2001 : données manquantes.
- Élections municipales de 2008 : 577 voix pour Magali Chauvet (?), 575 voix pour Jackie Gargadennec (?), 68,96 % de participation[67].
- Élections municipales de 2014[68] : 904 voix (79,02 %) pour la liste « Renouveau Vertois », déclarée sans étiquette (qualifiée « Union Démocrates et Indépendants » par le ministère de l'Intérieur) conduite par Laurence Budelot, 240 voix (20,97 %) pour la liste « Vert l'avenir » (Divers gauche) conduite par Luc Borg.

#### Référendums
- Référendum de 2000 relatif au quinquennat présidentiel : 70,54 % pour le Oui, 29,46 % pour le Non, 29,23 % de participation[69].
- Référendum de 2005 relatif au traité établissant une Constitution pour l'Europe : 54,15 % pour le Non, 45,85 % pour le Oui, 70,32 % de participation[70].

### Enseignement
Les élèves de Vert-le-Petit sont rattachés à l'académie de Versailles. La commune dispose sur son territoire de l'école maternelle Jules Ferry et de l'école élémentaire Alain Savary.

### Services publics
La commune disposait sur son territoire d'une agence postale. Aujourd'hui fermée, la commune est rattachée a l'agence postale de Ballancourt-sur-Essonne.

### Jumelages et partenariat
La commune de Vert-le-Petit n'a développé aucune association de jumelage. Elle est engagée depuis 1974 dans un programme d'aide au développement avec la commune d'Ayorou au Niger.

## Vie quotidienne à Vert-le-Petit

### Lieux de culte

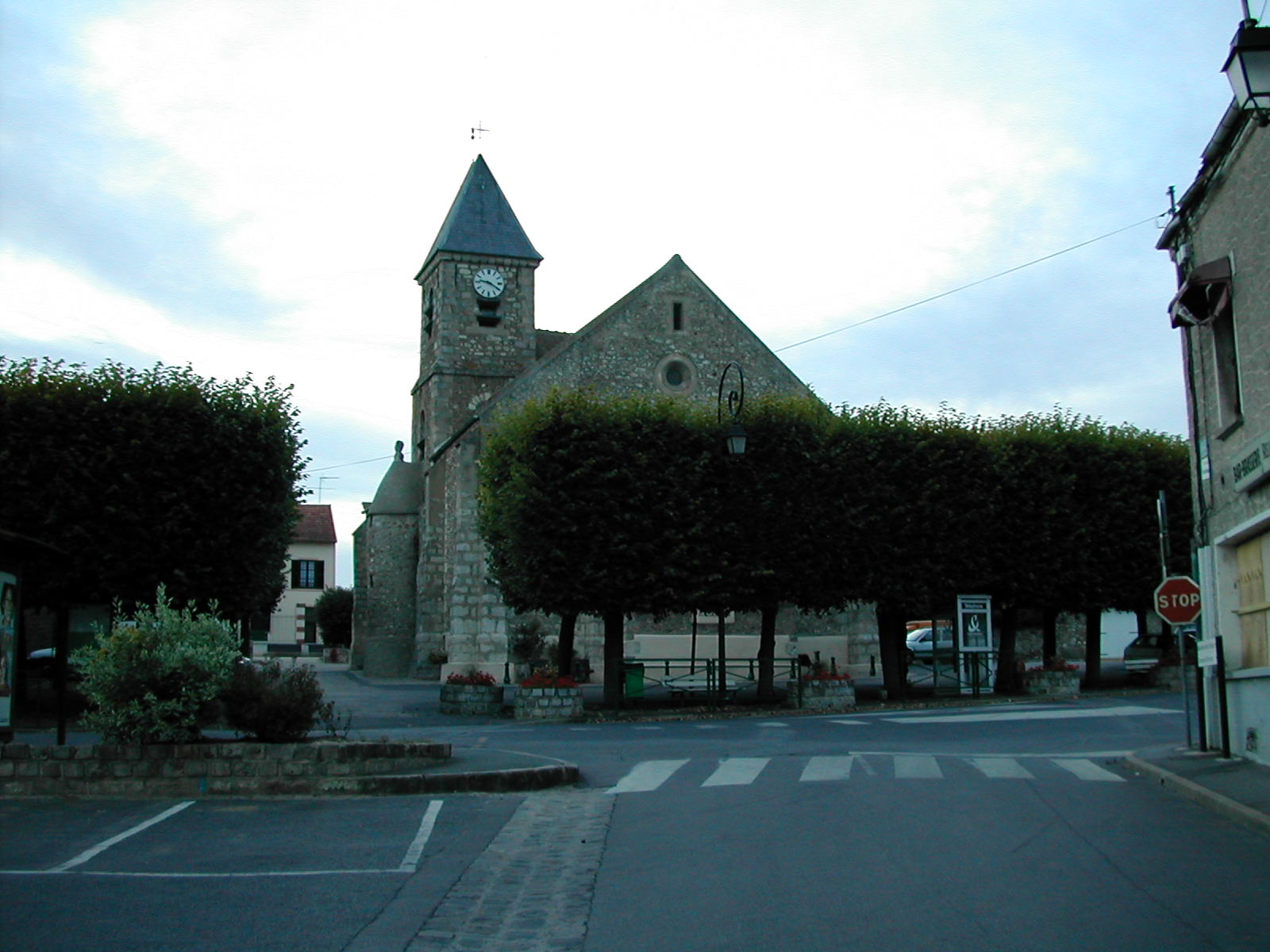
L'église Saint-Martin.

La paroisse catholique de Vert-le-Petit est rattachée au secteur pastoral de Brétigny et au diocèse d'Évry-Corbeil-Essonnes. Elle dispose de l'église Saint-Martin.

### Médias
L'hebdomadaire Le Républicain relate les informations locales. La commune est en outre dans le bassin d'émission des chaînes de télévision France 3 Paris Île-de-France Centre, IDF1 et Téléssonne intégré à Télif.

## Économie
Vert-le-Petit est le site d'accueil d'un centre de recherche dirigé par la Direction générale de l'Armement (DGA), DGA Maîtrise NRBC (anciennement connu comme Centre d'étude du Bouchet - CEB), regroupant un ensemble de laboratoires chargés de l'étude des risques NRBC. Par ailleurs, la SNPE y possède deux sites.

### Emplois, revenus et niveau de vie
En 2006, le revenu fiscal médian par ménage était de 22 017 €, ce qui plaçait la commune au 1 381e rang parmi les 30 687 communes de plus de cinquante ménages que compte le pays et au cent vingt-et-unième rang départemental.
| Répartition des emplois par catégories socioprofessionnelles en 2006. |              |                                           |                                                   |                            |                          |                           |
|                                                                       | Agriculteurs | Artisans, commerçants, chefs d’entreprise | Cadres et professions intellectuelles supérieures | Professions intermédiaires | Employés                 | Ouvriers                  |
| Vert-le-Petit                                                         | 1,3 %        | 3,7 %                                     | 25,0 %                                            | 34,1 %                     | 16,7 %                   | 19,2 %                    |
| Zone d’emploi d’Évry                                                  | 0,3 %        | 4,0 %                                     | 20,2 %                                            | 29,6 %                     | 28,2 %                   | 17,7 %                    |
| Moyenne nationale                                                     | 2,2 %        | 6,0 %                                     | 15,4 %                                            | 24,6 %                     | 28,7 %                   | 23,2 %                    |
| Répartition des emplois par secteurs d’activités en 2006.             |              |                                           |                                                   |                            |                          |                           |
|                                                                       | Agriculture  | Industrie                                 | Construction                                      | Commerce                   | Services aux entreprises | Services aux particuliers |
| Vert-le-Petit                                                         | 1,9 %        | 21,1 %                                    | 4,7 %                                             | 6,8 %                      | 40,9 %                   | 5,5 %                     |
| Zone d’emploi d’Évry                                                  | 0,9 %        | 13,5 %                                    | 5,4 %                                             | 14,6 %                     | 16,2 %                   | 6,9 %                     |
| Moyenne nationale                                                     | 3,5 %        | 15,2 %                                    | 6,4 %                                             | 13,3 %                     | 13,3 %                   | 7,6 %                     |
| Sources : Insee,                                                      |              |                                           |                                                   |                            |                          |                           |

## Culture locale et patrimoine

### Patrimoine environnemental
Les berges de l'Essonne à l'est, les bosquets boisés et les champs répartis sur le territoire ont été recensés au titre des Espaces naturels sensibles par le conseil général de l'Essonne.

### Patrimoine architectural
Caserne militaire
Ferme de Misery
Église Saint-Martin
Buste d'Abraham Duquesne
En 1681, Abraham Duquesne, grâce à un engagement de Louis XIV d’un montant de 200 000 livres, fit l’acquisition des terres et seigneuries du Bouchet. En souvenir de cet illustre résident fut inauguré en grande pompe, le 25 septembre 1910, un monument à sa mémoire placé sur la place d’armes de la caserne des Artilleurs de la poudrerie du Bouchet (actuelle place Abraham Duquesne),.
Le buste de bronze du monument a disparu en 1942, enlevé au titre de la récupération des métaux au profit de l'occupant ; seul subsiste le socle de pierre.
Le 11 novembre 1949, un nouveau buste, de pierre, est inauguré sous la présidence du directeur de la poudrerie.
Ancien presbytère
Puits
Lavoir

### Personnalités liées à la commune
Divers personnages publics sont nés, décédés ou ont vécu à Vert-le-Petit :
- Abraham Duquesne (1610-1688), propriétaire du château du Bouchet de 1681 à 1688 ;
- Charles-Henri Sanson (1739-1806), bourreau, acheta le presbytère ;
- Auguste Jubé de La Perelle (1765-1824), général, homme politique et historiographe, y est né ;
- Eugène Delamain (1874-1914), peintre et lithographe, y est né ;
- Gabriel Pérès (1920-2004), physiologiste, y exerça ;
- Jean Desailly (1920-2008), comédien, y est inhumé ;
- Simone Valère (1921-2010), comédienne, y est inhumée ;
- Marie-Agnès Labarre (1945-), femme politique, en fut maire.

### Héraldique
| Blason de Vert-le-Petit | Blason  | Tranché : au premier de sinople au lion cousu de sable, au second d'azur aux quatre burèles ondées d'argent, un poisson du même nageant entre la troisième et la quatrième ; le tout flanqué en pal à sénestre de gueules chargé d'épis de blé d'or en faisceau liés du même. |
| Blason de Vert-le-Petit | Détails | |